# 日本註冊服務公司
日本註冊服務有限公司（日本レジストリサービス，縮寫：JPRS）是，國家和地區頂級域「.jp」的域名註冊商，負責「.jp」結尾的域名（JP域名）的註冊和管理。
2002年4月1日起，JP域名的註冊和管理，全由日本註冊服務有限公司負責。

## 發展歷程
2000年12月22日，日本網路資訊中心（JPNIC）的第11次臨時總會上，以755票中的570票贊成，決議成立JP域名註冊管理業的公司。12月26日株式會社日本註冊服務成立。
2001年2月22日，開始接受通用JP域名的優先註冊申請。4月2日開始接受通用JP域名的同時註冊申請。5月7日開始接受通用JP域名的先申註冊申請。
2002年4月1日，JP域名註冊管理業務全由JPNIC移交至日本註冊服務。10月1日開始接受針對地方公共組織的屬性型JP域名「LG.JP」的註冊。
2005年12月20日，與WIDE計畫開始共同營運M-Root根伺服器。
2007年12月4日，導入IP Anycast技術到JP DNS。
2008年3月1日，JP域名的註冊數達到100萬件。
2009年4月22日，參與BIND 10的開發計劃（該計劃於2014年1月30日由BIND的開發者網路系統聯盟宣布結束）。
2011年1月16日，在JP域名上開始運用DNSSEC。2月21日進入gTLD註冊商服務。
2012年11月19日，開始接受都道府縣型JP域名的註冊。
2013年11月1日，在大阪市堂島アバンザ開設大阪辦事處。
2016年4月26日，進入SSL伺服器證書服務。
2018年2月1日，JP域名的註冊數達到150萬件。
2019年月26日，早先由山梨醫科大學使用的網域名稱yamanashi-med.ac.jp被分配給個人，並開設了成人網站，因此受到総務省的行政指導。9月25日於域名註冊業務取得資訊安全管理系統認證。
2022年6月1日，JP域名的註冊數達到170萬件。

## 外部連結
- 公式サイト （页面存档备份，存于） - JP域名的服務指南
- 株式会社日本レジストリサービス （页面存档备份，存于）
- JPDirect （页面存档备份，存于）（JP域名的搜尋、註冊、以及註冊資訊的更改等）
- JPRSユーザー会 （页面存档备份，存于）